# Калень (гміна Рава-Мазовецька)
Калень (пол. Kaleń) — село в Польщі, у гміні Рава-Мазовецька Равського повіту Лодзинського воєводства.
Населення — 273 особи (2011).
У 1975-1998 роках село належало до Скерневицького воєводства.

## Демографія
Демографічна структура станом на 31 березня 2011 року:
|          | Загалом | Допрацездатний вік | Працездатний вік | Постпрацездатний вік |
| -------- | ------- | ------------------ | ---------------- | -------------------- |
| Чоловіки | 126     | 25                 | 83               | 18                   |
| Жінки    | 147     | 32                 | 80               | 35                   |
| Разом    | 273     | 57                 | 163              | 53                   |